# 日本海事協會
日本海事協會（日語：日本海事協会，简称ClassNK 或NK），是一個制定船隻分級的協會，總部設於日本東京都。該協會是非營利機構，成立的目的是為了保障海洋船隻及其乘員的生命與財產安全，並防止海洋環境的污染。
日本海事協會（以下稱海事協會）的主要業務，是制定確保船隻安全的各種規則標準、檢查正在建造或已啟用的船隻是否符合安全標準。海事協會制定的規則範圍包括船隻結構、電路、電子系統、動力裝置、安全設施、起貨設備等方面。海事協會的業務範圍是全球性的，檢查員辦公室在全世界各地皆有分布。
截至2007年12月，海事協會已經檢驗了6,793艘船隻，所有船隻的總重量超過1.52億噸。這個數據表示全世界有20%左右的船隻皆受過日本海事協會的檢驗。
在1999年11月15日，日本海事協會慶祝了成立一百年紀念。
日本海事協會亦是国际船级社协会十二个成员船级社之一。

## 船隻分級服務
- 監督並記錄正在建造中的船隻或海上設施
- 監督並記錄新造船隻的裝配、機械設備和應用設備
- 監督並調查船隻、海上設施以及相關設施的裝配
- 調查原料、設備和類似的產品
- 提供製造商、製造方式的認證
- 檢測並調查測試中機械的原料

## 外部連結
- 日本海事協會官方網站 （页面存档备份，存于）
- http://www.iacs.org.uk/ （页面存档备份，存于）